# أديغيسك
أديغيسك (بالروسية: Адыгейск) هي إحدى مدن روسيا في الكيان الفدرالي الروسي أديغيا.